# Francisco José Ynduráin Muñoz
Francisco José Ynduráin Muñoz (Benavente, 23 de diciembre de 1940-Madrid, 6 de junio de 2008) fue un físico teórico español. Fundó el grupo de investigación de física de partículas que posteriormente se convirtió en el departamento de Física Teórica de la Universidad Autónoma de Madrid (UAM), de donde fue catedrático. Miembro creador del Grupo Ínter universitario de Física Teórica (GIFT), fue uno de los primeros profesores que enseñaron física de partículas en la universidad española antes de 1970. Era descrito por sus colegas como un científico que siempre buscó la excelencia en la investigación.

## Vida
Hijo del crítico literario Francisco Ynduráin Hernández, Francisco Ynduráin nació en Benavente, provincia de Zamora. Estudió en el colegio San Agustín de Zaragoza y se licenció en 1962 en Matemáticas en la Universidad de Zaragoza, donde se especializó en física teórica con los profesores Juan Cabrera, su hermano Blas Cabrera y Justiniano Casas Peláez. Hizo su tesis doctoral, dirigido por Alberto Galindo Tixaire, sobre la definición rigurosa de hamiltonianos y renormalización en algunos modelos de campos cuánticos en interacción (modelo de Lee, modelo de Chew-Low, modelo de Ruijgrok-Van Hove), por la cual, en 1964, obtuvo el doctorado en física en la Universidad de Zaragoza.
Mientras completaba su doctorado, estuvo como investigador visitante en el CERN y como profesor ayudante de la Universidad de Zaragoza.

## Carrera profesional
Ynduráin fue profesor titular en la Universidad de Zaragoza hasta 1966, cuando se fue a investigar a la Universidad de Nueva York. Allí permaneció dos años, el primero con una beca Fulbright y el segundo como Associate Researcher.
Al finalizar, se mudó a Ginebra para ser investigador en el CERN hasta el año 1970, a partir de ahí, continuó su relación con el CERN, como investigador, Investigador Senior Asociado (1976-1992) y como miembro del Comité de Política Científica (1988-1994).
En 1970 tomó posesión de la cátedra de física en Madrid, en la Universidad Complutense e inmediatamente después en la Universidad Autónoma de Madrid, donde fundó y lideró el grupo de investigación de física de partículas. Fue director del Departamento de Física Teórica durante varios periodos (1974-1977 y 1981-1984), decano de la Facultad de Ciencias en 1975 y vicerrector de Investigación del 1978 al 1980.
También ocupó otros puestos docentes como profesor visitante en diferentes universidades en el mundo:
- Universidad Central de Venezuela en Caracas, Venezuela (1967).
- Universidad de París-Sur, París, Francia (1969 y 1970).
- Universidad de Groninga, Países Bajos (1973).
- Universidad de Aix-Marsella, Marsella, Francia (1979, 1980, 1981 y 1982)
- Universidad de Míchigan, Ann Arbor, Míchigan, EE. UU. (1987, 1988, 1991, 1993, 1994, 1995, 1997 y 2001).
- Universidad Nacional de La Plata, Argentina (1994).
- Universidad de Princeton, Nueva Jersey, EE. UU. (2008).

Además, colaboró con otros centros de investigación:
- Brookhaven National Laboratory (1984).
- National Institute for Nuclear Physics and High Energy Physics NIKHEF, 1997 y 2001).
- Kuwait Institute for Scientific Research (1980 y 1982).
- Centro lationamericano de Física in Bogotá, Colombia (1985, 1986 and 1987).[3]

Ynduráin fue miembro fundador de la Sociedad Española de Física, de la Real Academia de Ciencias Exactas y Naturales de España, donde fue presidente de la sección Física y Química de 2002 a 2006, de la Sociedad Americana de Física y del comité de energía del European Academy of Sciences. También fue miembro fundador de la Sociedad Europea de Física y perteneció al Comité de Política Científica del Laboratorio Europeo de Física de Partículas (CERN), además de ser académico numerario de la Real Academia de Ciencias y secretario del Instituto de España. En el 2004 fue nombrado secretario general del Instituto de España.

## Premios más destacados
Su labor científica ha recibido diversas distinciones honoríficas y premios:
- Miembro honorario del Centro Internacional de Física, Trieste, 1976;
- Cavalliere Ufficiale nell’Ordine al Merito de la República de Italia (1986);
- Premio a la Excelencia Científica de la Real Academia Española de Ciencias, 1990;
- Miembro electo de la Academia Europea, 1995.[6]
- Miembro del World Innovation Foundation.[7]
- Medalla de oro por la excelencia científica de la Real Sociedad Española de Física, 2003.

## Libros y Artículos seleccionados
Investigador de prestigio internacional, fue uno de los máximos expertos mundiales en Cromodinámica Cuántica (QCD), la teoría de la interacción fuerte de las partículas elementales responsable de las fuerzas nucleares que permiten la existencia del núcleo atómico.
Publicó el libro de referencia en universidades europeas “The theory of quark and gluon interactions” (La teoría de las interacciones del quark y el gluon), 4.ª edición; así como “Quantum Chromodynamics”, 2.ª edición; “Mecánica Cuántica”, 2.ª edición; “Mecánica Cuántica Relativista, Alianza”, y edición inglesa ampliada: "Relativistic Quantum Mechanics and Introduction to Field Theory", Springer 1996.
También escribió algunos libros de divulgación: “Quién anda ahí?”, Ed. Debate, 1997 (Premio “La Golondriz” 1998 al humor inteligente); “Electrones, neutrinos y quarks”, 2.ª edición; “Los desafíos de la ciencia”.
Publicó unos 200 artículos en las revistas científicas de mayor impacto en física de alta energía, entre los que cabe destacar los siguientes:
- Second Order Contributions to the Structure Functions in Deep Inelastic Scattering. 1. Theoretical Calculations.

Antonio González-Arroyo, C. López, F.J. Yndurain (Madrid, Autónoma U.). 1979.
Published in Nucl.Phys.B153:161-186,1979.
- Light Quark Masses in Quantum Chromodynamics and Chiral Symmetry Breaking.

C. Becchi (Genoa U.), Stephan Narison (ICTP, Trieste), E. de Rafael, F.J. Yndurain (CERN). CERN-TH-2920, Aug 1980. 42pp.
Published in Z.Phys.C8:335,1981.
- The Hadronic contributions to the anomalous magnetic moment of the muon.

J.F. de Troconiz, F.J. Yndurain (Madrid, Autónoma U.). FTUAM-04-02, Feb 2004. 22pp.
Published in Phys.Rev.D71:073008,2005.
e-Print: hep-ph/0402285
- Rigorous QCD evaluation of spectrum and ground state properties of heavy q anti-q systems: With a precision determination of m(b) M(eta(b)).

S. Titard, F.J. Yndurain (Michigan U. & Madrid, Autónoma U.). UM-TH-93-25, Sep 1993. 50pp.
Published in Phys.Rev.D49:6007-6025,1994.
e-Print: hep-ph/9310236
- Calculation of quarkonium spectrum and m(b), m(c) to order alpha-s**4.

A. Pineda (Barcelona U.), F.J. Yndurain (Madrid, Autónoma U.). UB-ECM-PF-97-34, FTUAM-97-15, Nov 1997. 11pp.
Published in Phys.Rev.D58:094022,1998.
e-Print: hep-ph/9711287
- Precision determination of the pion form-factor and calculation of the muon g-2.

J.F. De Troconiz, F.J. Yndurain (Madrid, Autónoma U.). FTUAM-01-08, May 2001. 28pp.
Published in Phys.Rev.D65:093001,2002.
e-Print: hep-ph/0106025
- Reconstruction of the Deep Inelastic Structure Functions from their Moments.

F.J. Yndurain (CERN & Madrid, Autónoma U.). CERN-TH-2430, Nov 1977. 12pp.
Published in Phys.Lett.B74:68,1978.
- Matter Instability In The Su(5) Unified Model Of Strong, Weak And Electromagnetic Interactions.

C. Jarlskog, F.J. Yndurain (CERN). CERN-TH-2556, Sep 1978. 13pp.
Published in Nucl.Phys.B149:29,1979.
- How To Look For Squark With The Anti-P P Collider.

M.j. Herrero, Luis e. Ibanez, C. López, F.j. Yndurain (Madrid, Autónoma U.). 1983.
Published in Phys.Lett.B132:199-201,1983.

- Behavior at x = 0, 1, sum rules and parametrizations for structure functions beyond the leading order

C. López (Madrid, Autónoma U.), F.J. Yndurain (CERN). CERN-TH-2930, Aug 1980. 33pp.
Published in Nucl.Phys.B183:157,1981.
- Behavior Of Deep Inelastic Structure Functions Near Physical Region Endpoints From Qcd.

C. López, F.J. Yndurain (Madrid, Autónoma U.). FTUAM/79-08, Oct 1979. 41pp.
Published in Nucl.Phys.B171:231,1980.
- Squark production and signals at the anti-p p collider.

M.J. Herrero, Luis E. Ibanez, C. López, F.J. Yndurain (Madrid, Autónoma U.). FTUAM 84/9, Jun 1984. 9pp.
Published in Phys.Lett.B145:430,1984.
- Computation Of The Relation Between The Quark Masses In Lattice Gauge Theories And On The Continuum.

Antonio González Arroyo, F.J. Yndurain (Madrid, Autónoma U.), G. Martinelli (Frascati). LNF-82/33-P, May 1982. 7pp.
Published in Phys.Lett.B117:437,1982, Erratum-ibid.B122:486,1983.
- Second Order Contributions To The Structure Functions In Deep Inelastic Scattering. Ii. Comparison With Experiment For The Nonsinglet Contributions To E, Mu Nucleon Scattering.

Antonio González-Arroyo (CERN), C. López, F.J. Yndurain (Madrid, Autónoma U.). 1979.
Published in Nucl.Phys.B159:512-527,1979.
- The Pion-pion scattering amplitude.

J.R. Peláez (Madrid U.), F.J. Yndurain (Madrid, Autónoma U.). FTUAM-04-14, Nov 2004. 44pp.
Published in Phys.Rev.D71:074016,2005.
e-Print: hep-ph/0411334